# 流星超人ズバーン
『流星超人ズバーン』（りゅうせいちょうじんズバーン）は、黒岩よしひろによる日本の漫画作品。『ジャンプオリジナル』（集英社）1997年6月30日増刊号に読切版『流星ズバーン』が掲載された後、『月刊少年ジャンプ』（集英社）1998年5月号から1999年4月号まで連載された。単行本は全3巻。

## 概要
生物兵器「流星生物」を持ち出した宇宙犯罪者「ダークナイツ」一味と彼らを追う銀河特警捜査官「るぴか」、その交戦の最中、地球上に流星生物が放たれてしまう。その時に流星生物「ズバーン」と融合することになった少年・天道寺烈人の物語。

## 用語

### 流星生物
ある星の政府もしくは軍の命令によって開発させられたという10体の生物兵器。実際は死滅したある惑星で発見された未知の生物。兵器として利用しようとしたグループが発掘していたところ、その一人であったセピオが流星生物と融合し、発掘隊を皆殺しにしてしまった。魔手を逃れた一人が残った流星生物を全て持ち出し、その数百年後、開発者とされるラグニール博士はこれらの改造に成功した。
生物に直接接触すると融合し、各個体ごとに異なる特殊能力を宿主に与える。流星生物と融合した動物は「流星魔獣」と呼ばれる。能力だけでなく融合によって本来より100倍に強化された力と凶暴性を得、破壊と殺戮の限りを尽くす。流星生物が合体した相手が人間だった場合「流星魔人」と呼ばれる。相手が動物の時よりも理性は保っているが、流星生物の力に呑まれてしまう者もいる。融合そのものにもタイムリミットがあり、許容時間をオーバーすれば流星生物が融合相手の細胞を全て取り込んでしまう。この危険は烈人のような善意の人物であっても、また細胞を統御する流星生物の意思に反していても起こることである。細胞に全てを取り込まれた流星魔人は、知性は残すものの人間性を失い、流星魔獣と同じく凶暴な破壊の化身となる。
流星を模して惑星に大量投下すれば、流星生物と融合した現地の生物がその惑星を荒廃に追いやることになる。殺害するか、死に等しいショックを与えることで融合を解除させることができるが、流星生物は一度融合した相手のDNAをストックすることができ、新たな宿主を見つけた場合さらなる脅威となりかねない。
ラグニール博士自身は流星生物を兵器にすることを嫌い、兵器としての彼らを破壊する切り札として、「心」を持つ特別な流星生物「ズバーン」をも生み出した。ズバーン開発後、実験を控えていた時に宇宙犯罪者「ダークナイツ」一味の襲撃に遭い、ズバーンを除く流星生物を全て奪い取られてしまう。

#### 登場した流星生物
作中に登場した流星生物は以下の9つ。ラグニール博士が手がけた11体のうち、3つは未登場である。
ズバーン
ラグニール博士が生み出した、心を持つ流星生物。能力は重力操作。10体の流星生物への切り札として「心」を持つ流星生物として開発された。合理主義的で、自己が確実に生き延びるためには、他者の命を見捨てる必要もあるとする冷徹さを持つ。天道寺烈人と共生しており、融合（ユナイト）して「流星超人ズバーン」に変身できる。
エボルバーン
作品終盤では烈人はさらなる強化形態「ズバーンEV（エボリューション）」への変身が可能になった。それに伴い、ズバーンはエボルバーンへと変じた。この「進化（エボリューション）」に伴い一人称も「ボク」となり、性格も円くなっている。
ギャギーン
氷・冷気を操る。融合相手は野良犬。
ライ＝オーン
雷を操る。最初の融合相手は動物園のライオン。ライオンとの融合が解かれた後、陣雷太が融合。ライオンとの融合で得たDNAのため、人間である融合相手に大きな負担を与えていた。ライオンと融合してからカタカナ表記ながら思念を発するようになり、融合のため陣雷太を誘い出すにあたり、彼の精神にも呼びかけている。融合してからは戦闘中にもコミュニケーションをとっている。
ジャーグル
水を操る。また固体を液体化させ、融合相手は地中でも泳ぐことが可能。最初の融合相手はサメ。融合解除後に、ギリオムが融合した。
セピオと融合した流星生物
光を操り、刃のようにして切断にも使える。光で穿った敵の傷から、敵の力を光に変えて吸い取ることも可能。
ズドーム
風を操る。融合相手の詳細は不明。
ザンネイ
人の心から、魂を部分を抜き取り、抵抗もできない無気力状態にする。影の中を移動できる。融合相手は第二部で主人公とライバルが入学する中学の生徒会長・早瀬。
デスバー
幻覚を操る。融合相手は同中学の2年生・姫川。
フレイム
炎を操る。融合相手は不知火蓮。流星生物や流星魔人について蓮に教えた。

## 登場人物
天道寺烈人（てんどうじ れっと）
広大な宇宙に夢を馳せ、UFOと宇宙人の存在を信じる純粋な少年。10歳。宇宙犯罪者「ダークナイツ」との交戦で劣勢に立たされ、地表に落ちてきたるぴかの宇宙小型挺を追って近所の山に駆けつける。そこに落ちていた流星生物「ズバーン」の正体に気付かずに触れたことで融合する。正義感溢れる少年で、自分の危険を顧みず他者を助けようとする熱血漢。あくまで自己保存を重視するズバーンとは意見がぶつかることもある。
烈人の祖父
毎日のように烈人と激論を交わす老人。孫と違いUFOや宇宙人については否定的。自宅に天文台が併置され、女子大生も天体観測に来るが、彼が大学の研究者なのか、いち天文ファンかは明言されていない。墜落するるぴかの宇宙船を「流星」とみなして現場に駆けつけ、流星魔獣ギャギーンに襲われる。ギャギーン撃退後、この時の記憶を消去された。
るぴか＝うぃんぜる
本物の宇宙人。銀河特警の本部長だった父をセピオに殺害されている。宇宙特警捜査官としてセピオ率いる犯罪者一味「ダークナイツ」を追い、地球上空で交戦したが乗っていた機体を破壊され、墜落させられる。この時持っていたズバーンを転送時に落としてしまい、烈人がズバーンと融合することになった。ギャギーン撃退後、烈人の祖父の善意で、天道寺家に居候することに。以後烈人とともにダークナイツ、流星生物と戦っていく。宇宙船は異次元に転送してあるが、乗り込むための「異次元扉」が作動しない状態が続いた。
陣雷太（じん らいた）
天道寺烈人のクラスメイト。転校を繰り返し、その先々で孤独を味わってきた少年。「一番」であることに拘る積極的な少年だったが、そうなったのも「一番」たることで注目を集め孤独感を紛らわすためだった。上級生との喧嘩に敗れ、「一番」となるための力を欲していたところを流星生物ライ＝オーンにつけ込まれ、宿主となる。融合（ライ＝ブレンド）とすることで流星魔人ライオーン（作品終盤では「無敵雷人」と名乗る）に変身する。ズバーンとの戦いを通じ、良きライバル、親友となる。
桜野まお（さくらの まお）
烈人と雷太の同級生。「ダークナイツ」が流星生物とライオンを融合させた動物園に父と居合わせ、流星魔獣ライ＝オーンの襲撃を受ける。第二部では烈人と雷太と同じ中学に入学する。
セピオ
宇宙犯罪者「ダークナイツ」一味のリーダー格。部下のギリオムとミメットを率いる。数百年前に流星生物と融合し、現在まで生き延びている。るぴかによると元々寿命の長い種族の出身である。融合（コンパウンド）した流星生物は彼に光を操る力を与え、既にサメのDNAを取り込んでいた流星生物と融合したギリオムすら軽々と圧倒できる。
普段は尊大な童子のような姿だが、流星生物と融合（コンバインド）することで8頭身の屈強な姿となる。
ギリオム
セピオの部下の男。セピオには幼い頃に拾ってもらった恩があったが、「ダークナイツ」が属する闇の支配者（ダークガバナー）の甘言に乗せられ造反する。流星生物ジャーグルと融合（メルトオン）したが、あえなく敗れることに。負傷して戦闘不能になったところをるぴかに捕縛された。
ミメット
セピオの部下の女。ギリオムとともに流星生物との融合に適した地球上の生物を探す。セピオに対する忠誠心は強く、造反したギリオムに激怒したり、セピオが敗れた際は悲しみのあまり泣き叫んでいた。その後の消息は不明。セピオが負けたら流星生物を地球に放逐し報復を考えていたため、流星生物は地球にバラまかれることとなった。
闇の支配者（ダークガバナー）
「ダークナイツ」の上位に立つ存在。セピオたちに流星生物回収を命じた。セピオの訪れた地球は、闇の支配者（ダークガバナー）から見れば「外宇宙」にあたるのだが、それでもセピオの居所を割り出す情報網、権力を有している。
ラグニール博士
数百年前にある惑星から持ち出された流星生物を改造した人物。半ば強制的に依頼されたこともあって流星生物が兵器として使われることを厭い、「心」を持つズバーンを生み出した。流星生物を狙うセピオが襲撃した際には瀕死の傷を負いながらもズバーンを守った。この時の記憶が蘇る事でズバーンも他者を守りたいという感情を心から理解することになる。
元々は自身の研究を続けながら宇宙を放浪していた。地球を訪れた際に現地の女性との間に子を儲けた（実はそれが烈人である）が、流星生物の兵器化を目論む者たちに拉致される。
早瀬（はやせ）
烈人と雷太が入学する中学校の生徒会長。「スカート丈が短い」「髪を染めている」などの理由だけで他者に高圧的に独善的な正義をふりかざすので周囲から評判は良くない。まお曰く「えせ正義」。流星生物ザンネイの力で「悪」とみなした相手から魂を刈り取り、腑抜けにしていた。融合を解除された後、流星魔人として活動していたことを忘れてしまい、以前のような高圧的な態度はなくなっていた。
姫川（ひめかわ）
烈人と雷太が入学する中学校の2年生。見た目は可愛らしい少年だが雷太に万引きを注意されたことを逆恨みし、流星生物デスバーの幻影で彼を陥れようとした。烈人に化けたことから雷太の怒りを買い、連打を受けて敗北。直後、不知火の攻撃により流星生物を奪われ自身は全身に火傷を負った。
不知火蓮（しらぬい れん）
第二部から登場する長髪の少年。本作における最後の敵。成績トップを誇る天才。家族を流星魔人に殺されたことで、流星魔人そのものを「悪」とし、分離していようと殺さなければならないという過激な考えを持つようになった。その目的を果たすため、彼自身も流星生物フレイムと融合（ミクスチュア＝フレイム）し、流星魔人「火炎王ファイザード」となった。雷太を破った後、事実を知った烈人と戦うところでこの物語は終わる。

## 読切版
タイトルは『流星ズバーン』。連載作品『流星超人ズバーン』のプロトタイプにあたる作品。単行本1巻に収録されている。主人公や融合変身後のズバーンのデザインが異なる。

### 登場人物
虹野太陽（にじの たいよう）
主人公。自分の正義を貫こうとし、上級生とも何度も喧嘩している。人に助けられることを情けなく感じる。追っ手から逃げていた「原始生物」ズバーンを自分の体の中に避難させることに。
ズバーン
本作では「流星生物」ではなく「原始生物」。『流星超人』版とは重力を操る能力である点では同じだが、融合前のデザインが金属的という違いがある。性格は紳士的。体の中に入っているだけの「寄生」状態なら解除可能、しかし一度融合し戦闘形態となれば死ぬまでそのまま、融合相手が死ねばズバーンも死ぬ、とされている。太陽はそれを受け入れた上で融合、学校を襲う追っ手を撃退する。
まお
太陽のクラスメイト。苗字は不明。太陽とは家が隣、という設定。

## 単行本
1. 1巻 ズバーン誕生 1998年10月刊行 ISBN 978-4088726236
2. 2巻 ズバーンVSライオーン 1999年1月刊行 ISBN 978-4088726649
3. 3巻 進化（エボリューション） 1999年5月刊行 ISBN 978-4088727196